# Benjamin F. Loan
Benjamin Franklin Loan (* 4. Oktober 1819 in Hardinsburg, Breckinridge County, Kentucky; † 30. März 1881 in Saint Joseph, Missouri) war ein US-amerikanischer Politiker. Zwischen 1863 und 1869 vertrat er den Bundesstaat Missouri im US-Repräsentantenhaus.

## Werdegang
Benjamin Loan genoss eine akademische Schulausbildung. Nach einem anschließenden Jurastudium und seiner Zulassung als Rechtsanwalt begann er ab 1840 in Saint Joseph in diesem Beruf zu arbeiten. Während des Bürgerkrieges diente er zwischen 1861 und 1863 im Heer der Union, wo er es bei der diesem unterstellten Staatsmiliz von Missouri bis zum Brigadegeneral brachte.
Bei den Kongresswahlen des Jahres 1862 wurde Loan als Unionist im siebten Wahlbezirk von Missouri in das US-Repräsentantenhaus in Washington, D.C. gewählt, wo er am 4. März 1863 die Nachfolge von John William Noell antrat. Nach zwei Wiederwahlen konnte er bis zum 3. März 1869 drei Legislaturperioden im Kongress absolvieren. Seit 1865 vertrat er dort die Republikanische Partei. Während seiner Kongresszeit endete im Jahr 1865 der Bürgerkrieg. Danach war auch die Arbeit des Kongresses von dem Konflikt zwischen den Republikanern und Präsident Andrew Johnson geprägt, der in einem nur knapp im US-Senat gescheiterten Amtsenthebungsverfahren gipfelte. In den Jahren 1865 und 1868 wurden der 13. und der 14. Verfassungszusatz ratifiziert. Zwischen 1867 und 1869 war Loan Vorsitzender des Committee on Revolutionary Pensions. Im Jahr 1868 wurde er nicht wiedergewählt.
1869 wurde Loan er von Präsident Ulysses S. Grant ins Leitungsgremium der US-Militärakademie in West Point berufen. Außerdem setzte er seine juristische Tätigkeit als Anwalt in Saint Joseph fort. 1876 war er Delegierter zur Republican National Convention in Cincinnati, auf der Rutherford B. Hayes als Präsidentschaftskandidat nominiert wurde. Im gleichen Jahr bewarb er sich erfolglos um die Rückkehr in den Kongress. Benjamin Loan starb am 30. März 1881 in Saint Joseph, wo er auch beigesetzt wurde.